# 빌런즈
《빌런즈》는 2025년 티빙에서 방영 예정인 드라마이다. 티빙에서 단독 공개될 예정이다.

## 기획 의도
초정밀 위조지폐 ‘슈퍼노트’를 둘러싼 악인들의 피 튀기는 충돌과 대결을 그린 범죄 드라마

## 등장인물

### 주요 인물
- 유지태 : 코드명 제이(J) 역

천재적인 두뇌를 가진 범죄 설계자
- 곽도원 : 장중혁 역

도둑들의 돈을 도둑질하는, 피도 눈물도 없는 악덕 끝판왕 형사
- 이범수 : 차기태 역

전 국정원 금융 범죄 전담팀 팀장
- 이민정 : 한수현 역

위조지폐계 최고의 아티스트